# Capnobotryella sessilispora
Capnobotryella sessilispora är en svampart som först beskrevs av S. Hughes & Y. Hirats., och fick sitt nu gällande namn av Sugiy. 1987. Capnobotryella sessilispora ingår i släktet Capnobotryella, ordningen Capnodiales, klassen Dothideomycetes, divisionen sporsäcksvampar och riket svampar.   Inga underarter finns listade i Catalogue of Life.